# Grigorij Tatarkin
Grigorij Wasiliewicz Tatarkin, ros. Григорий Васильевич Татаркин (ur. 27 listopada 1873 r. w Nowoczerkasku, zm. 14 października 1947 r. pod Monachium) – rosyjski wojskowy (generał lejtnant), wyższy wojskowy w sztabie wojsk kozackich przy sztabie Sił Zbrojnych Komitetu Wyzwolenia Narodów Rosji pod koniec II wojny światowej.
Ukończył gimnazjum i kozacką szkołę junkrów w Nowoczerkasku w 1894 r., a następnie nikołajewską akademię sztabu generalnego. Od 1895 r. służył w 16 pułku kawalerii Kozaków dońskich. Brał udział w I wojnie światowej. W 1917 r. w stopniu pułkownika objął dowództwo 33 pułku kawalerii Kozaków dońskich. W maju 1918 r. wstąpił do kozackich oddziałów wojsk białych. Został dowódcą 1 konnego oddziału, a jesienią konnej grupy Wojska Dońskiego. Od 11 marca 1919 r. w stopniu generała majora dowodził 5 dywizją kawalerii Kozaków dońskich, a od 12 maja – 9 brygadą kawalerii Kozaków dońskich. Uczestniczył w rajdzie IV Korpusu Kawalerii Kozaków dońskich gen. Konstantina K. Manontowa na tyłach wojsk bolszewickich frontu południowego. 19 października awansował do stopnia generała lejtnanta. Objął dowództwo 10 dywizji kawalerii Kozaków dońskich. 18 sierpnia 1920 r. został dowódcą 2 dywizji kawalerii Kozaków dońskich. Po ewakuacji wraz z wojskami białych z Krymu do Gallipoli pod koniec 1920 r., przebywał na wyspie Limnos. W 1921 r. zamieszkał w Bułgarii, rok później przeniósł się do Jugosławii, a w 1925 r. powrócił do Bułgarii. Przez cały czas pełnił honorową funkcję dowódcy 2 dywizji kawalerii Kozaków dońskich. Wybuch II wojny światowej zastał go w Niemczech. Podjął wówczas współpracę z hitlerowcami. W 1941 r. zagraniczny ataman Wojska Dońskiego Michaił N. Grabbe wyznaczył go krótko przed śmiercią swoim następcą. Jednakże G.W. Tatarkin z powodu wojny nie miał możliwości osobiście przejąć tej funkcji i dlatego został jedynie nominalnym atamanem dońskim. W II poł. 1941 r. i na pocz. 1942 r. współuczestniczył w formowaniu kozackich oddziałów wojskowych w służbie armii niemieckiej. Był zwolennikiem rosyjskiego ruchu wyzwoleńczego gen. Andrieja A. Własowa. W grudniu 1944 r. poparł Komitet Wyzwolenia Narodów Rosji. Jednocześnie w stopniu generała wszedł w skład sztabu wojsk kozackich przy sztabie Sił Zbrojnych Komitetu Wyzwolenia Narodów Rosji. Po zakończeniu wojny uniknął repatriacji do ZSRR. Zmarł 14 października 1947 r. w obozie dla tzw. dipisów pod Monachium.